# Mirror Mirror (10cc-Album)
Mirror Mirror ist das elfte und bisher letzte Studioalbum der britischen Pop-Band 10cc und wurde 1995 veröffentlicht. Als Single wurde I’m Not in Love (Acoustic Session ’95) (UK #29) ausgekoppelt.

## Titelliste
1. I’m Not in Love (Rework of Art Mix) (Eric Stewart/Graham Gouldman) – 5:51
2. Peace in Our Time (Gouldman, Steve Pigott) – 4:03
3. Code of Silence (Stewart) – 5:39
4. Take This Woman (Stewart, Gouldman) – 3:51
5. Yvonne’s the One (Paul McCartney, Eric Stewart) – 4:26*
6. The Monkey and the Onion (Gouldman, Tim Rice) – 3:17
7. Margo Wants the Mustard (Stewart) – 3:54*
8. Ready to Go Home (Andrew Gold, Gouldman) – 4:37
9. Everything Is Not Enough (Stewart) – 4:28
10. Blue Bird (Graham Gouldman) – 4:04*
11. Age of Consent (Stewart) – 5:24
12. Grow Old With Me (Gouldman) – 3:22
13. Why Did I Break Your Heart (Stewart, Gouldman) – 5:18
14. Now You’re Gone (Gouldman) – 3:01*
15. I’m Not in Love (Acoustic Session ’95) (Stewart, Gouldman) – 3:30*

- (*) Diese Stücke sind auf der Standardversion, die nur zehn Lieder enthält, nicht enthalten.

## Besetzung
- Eric Stewart – Gesang, Gitarre, Keyboard, Perkussion
- Graham Gouldman – Lead- und Background-Gesang, Gitarre, E-Bass, Perkussion, Mandoline
- Paul McCartney – Gitarre (Yvonne’s the One), Streicher, E-Piano, Perkussion (Code of Silence)
- Adrian Lee – Bass, Keyboard, Background-Gesang, Bläsersektion, Perkussion, Akkordeon, Vibes, Akustik-Gitarre
- Andrew Gold – Lead-Gesang (Ready to Go Home), Background-Gesang (Grow Old With Me)
- Rick Fenn – Lead-Gitarre (Peace in Our Time)
- Ian Thomas – Schlagzeug
- Steve Pigott – Keyboard
- Gary Wallis – Schlagzeug, Perkussion
- Gary Barnacle – Saxophon
- Peter Thoms – Posaune
- Lise Aferiat und Nicola Burton – Violine
- Chris Goldscheider – Viola
- Andrew Hines und Patrick Jones – Cello

## Rezeption
Roch Parisien von allmusic vergab 3 von 5 Sternen und urteilte:

“While new tracks peal off some pleasant moments, songs flashing the group’s trademark lyrical wit generally tend toward musical vaporware, while those revealing an occasional glimmer of instrumental creativity go nowhere fast on the songwriting.”

„Während neue Stücke ein paar angenehme Momente bringen, sind die Lieder mit dem für die Gruppe typischen lyrischen Geist meist nichts als leere musikalische Versprechen, während die Stücke, die einen Schimmer von instrumenteller Kreativität erkennen lassen, beim Songwriting schnell ins Nichts laufen.“